# Verve Records
Verve Records – amerykańska wytwórnia płytowa założona przez Normana Granza w 1956. Po połączeniu z GRP Records w 1998 należy do Verve Music Group, będącej własnością Universal Music Group.